# Нижний Ломов (станция)
Ни́жний Ломо́в — железнодорожная станция Пензенского региона Куйбышевской железной дороги, конечная станция ветки от линии Пенза — Ряжск (линия неэлектрифицирована), расположена в Нижнеломовском районе Пензенской области, в 33 километрах от разъезда Выглядовка. 
С 2008 года по станции осуществляются только грузовые перевозки.

## История
В XIX веке Сызрано-Вяземская железная дорога должна была пройти через город Нижний Ломов, но под влиянием местных помещиков, которые не желали отчуждения своих земель, Нижний Ломов остался в стороне от железной дороги. Только в 1927 году железнодорожная линия Выглядовка — Нижний Ломов, протяжённостью 33 километра, была сдана в эксплуатацию, до Нижнего Ломова стал курсировать пассажирский поезд. До 2008 года он курсировал ежедневно, один раз в сутки. В 2009 году пассажирское движение было прекращено, железнодорожная линия обслуживает только предприятия города Нижний Ломов.

## Деятельность
Коммерческие операции, выполняемые на ж/д станции:
- продажа пассажирских билетов;
- приём и выдача багажа;
- приём и выдача повагонных отправок грузов (открытые площадки);
- приём и выдача мелких отправок грузов (крытые склады);
- приём и выдача повагонных и мелких отправок (подъездные пути);
- приём и выдача повагонных отправок грузов (крытые склады);
- приём и выдача грузов в универсальных контейнерах (трёх и пяти тонных);
- приём и выдача мелких отправок грузов (откр. площ.)[2].

## Фото станции Нижний Ломов

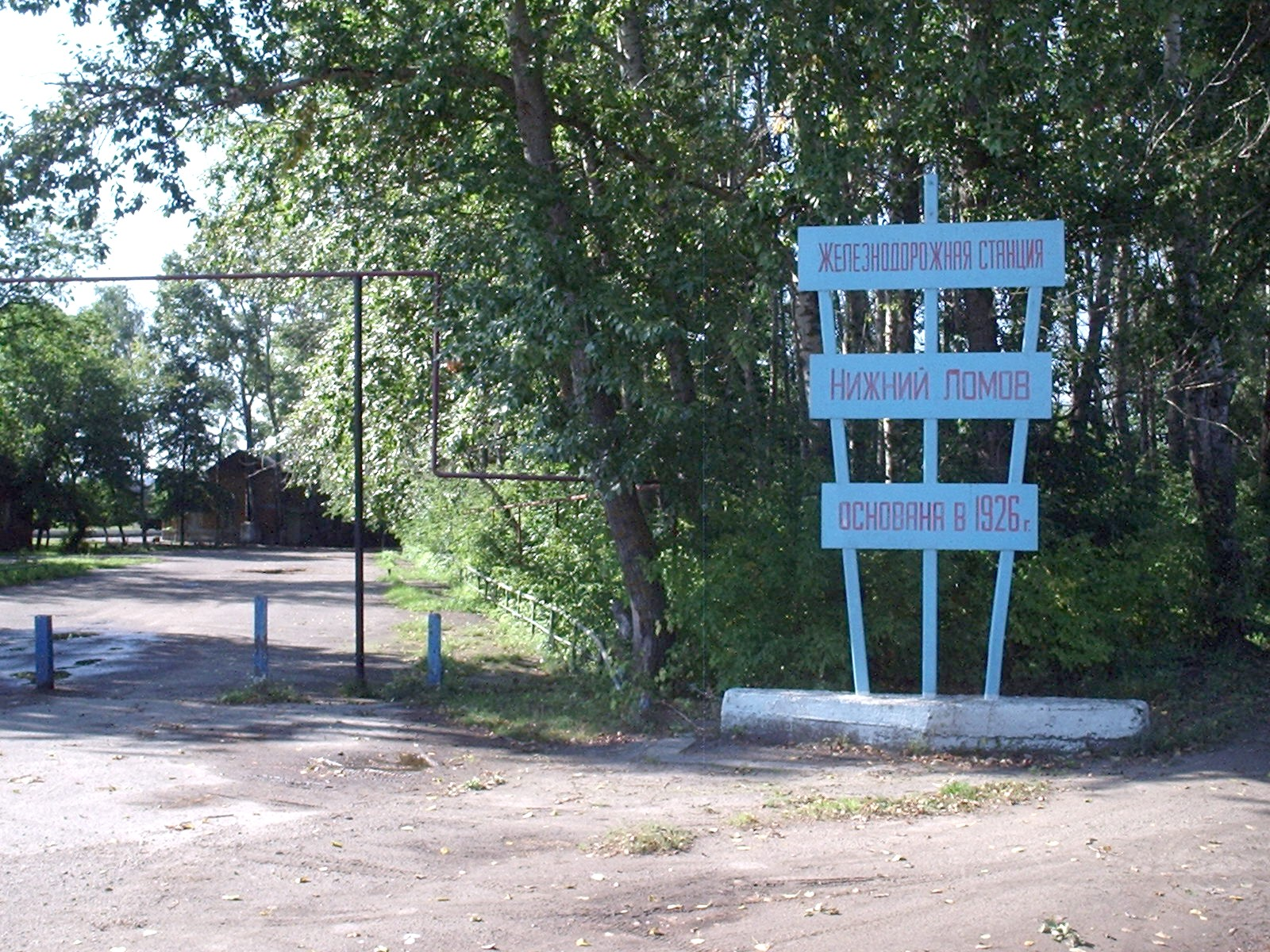
Въезд на территорию станции Нижний Ломов. Вид со стороны центра города. 2006 год
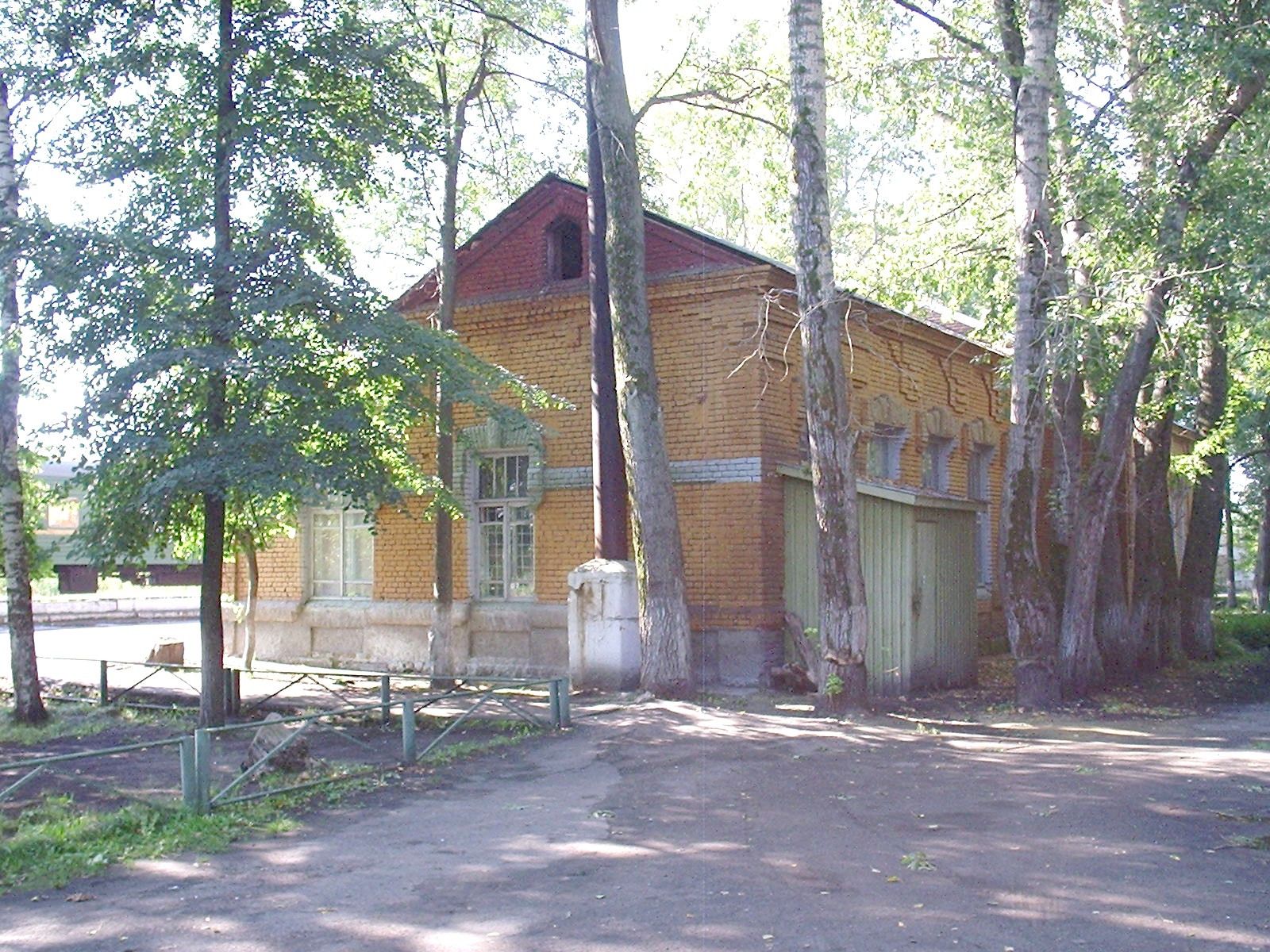
Вокзал на станции Нижний Ломов. Вид с привокзальной площади. 2006 год
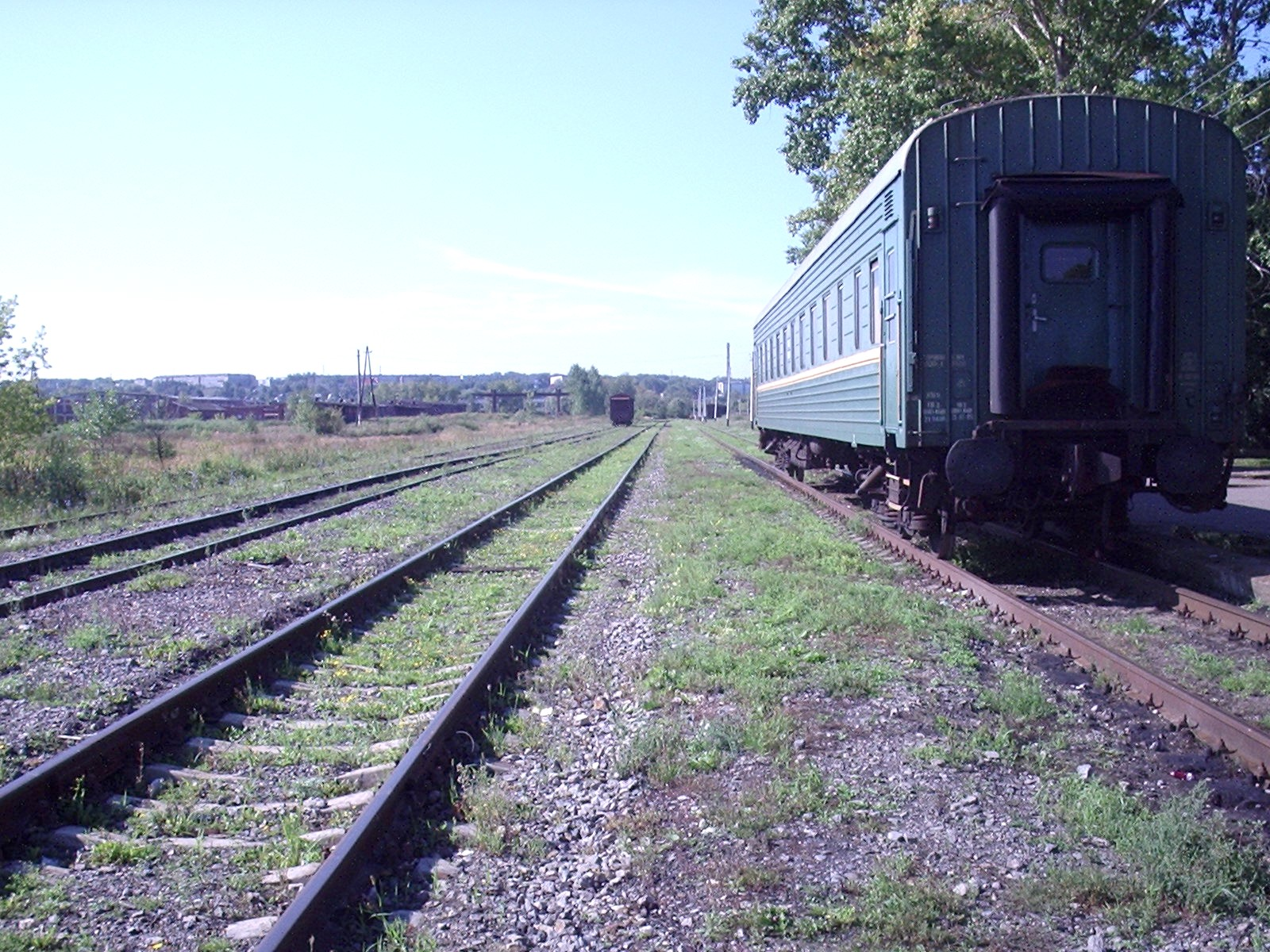
Состав пригородного поезда сообщением Пачелма — Нижний Ломов (один пассажирский вагон) у платформы на станции Нижний Ломов. Вид в южном направлении, в сторону Выглядовки. 2006 год
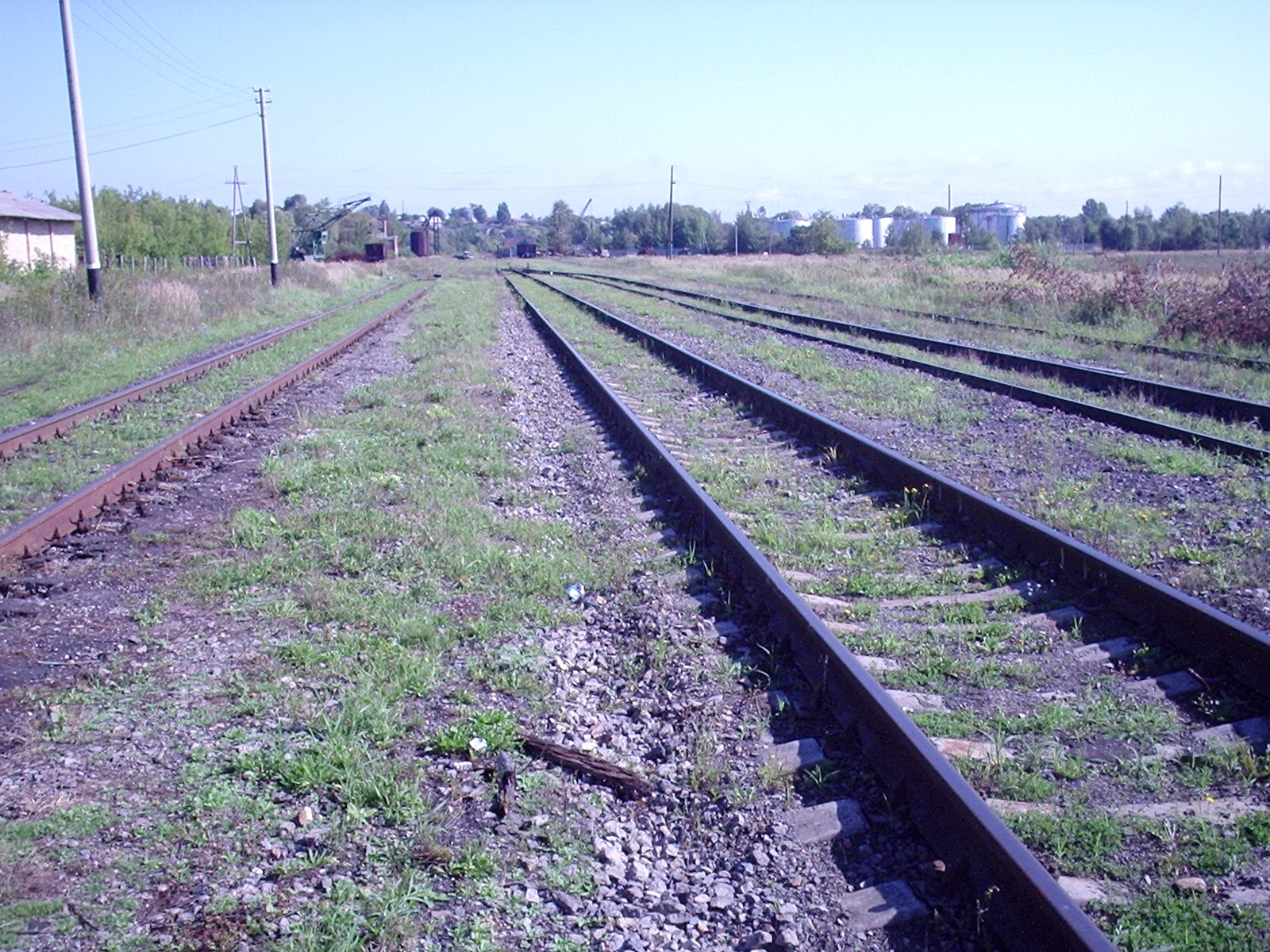
Станция Нижний Ломов. Вид в северном направлении. 2006 год
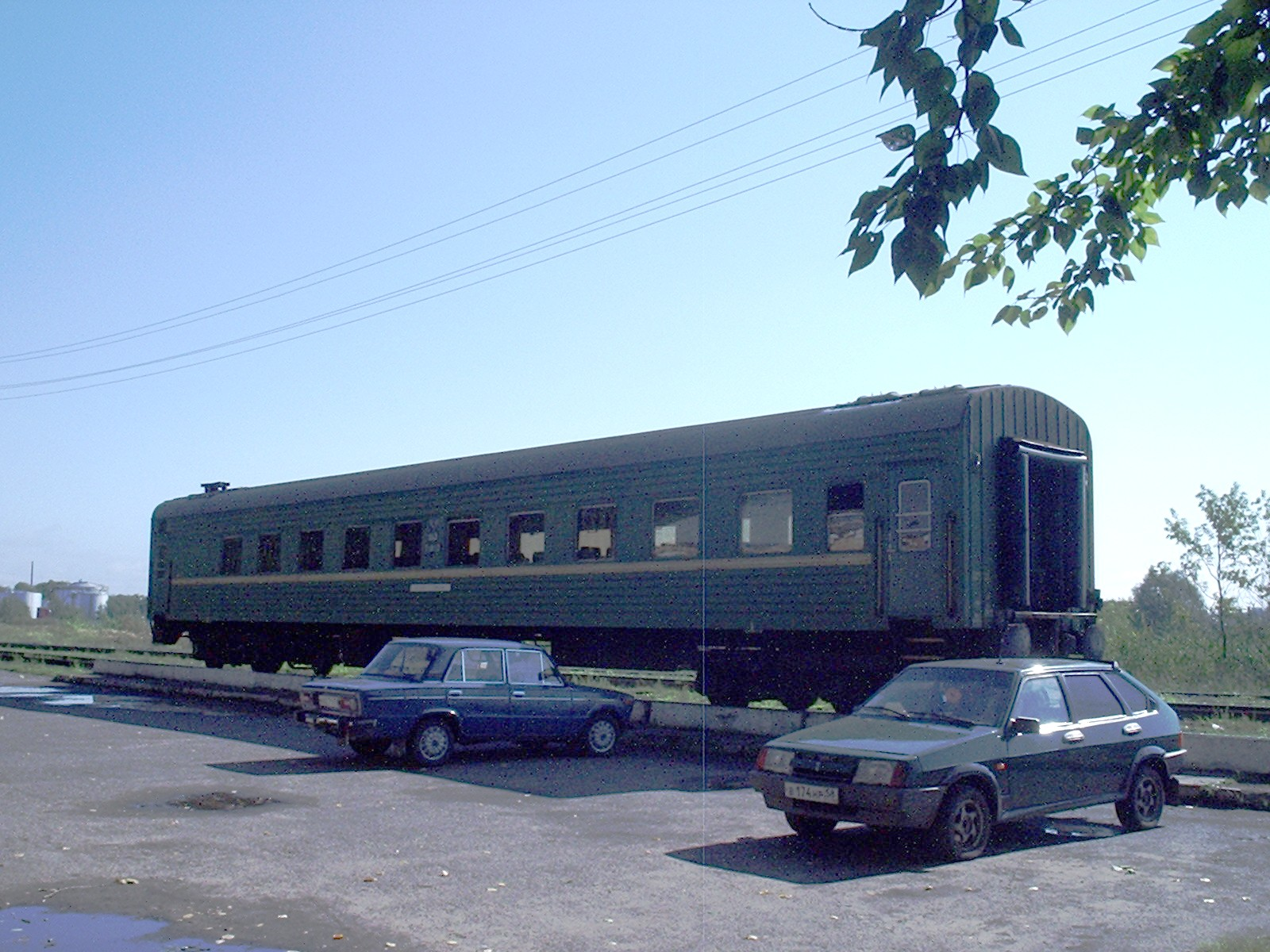
Состав пригородного поезда сообщением Пачелма — Нижний Ломов у платформы на станции Нижний Ломов. Вид со стороны вокзала. 2006 год
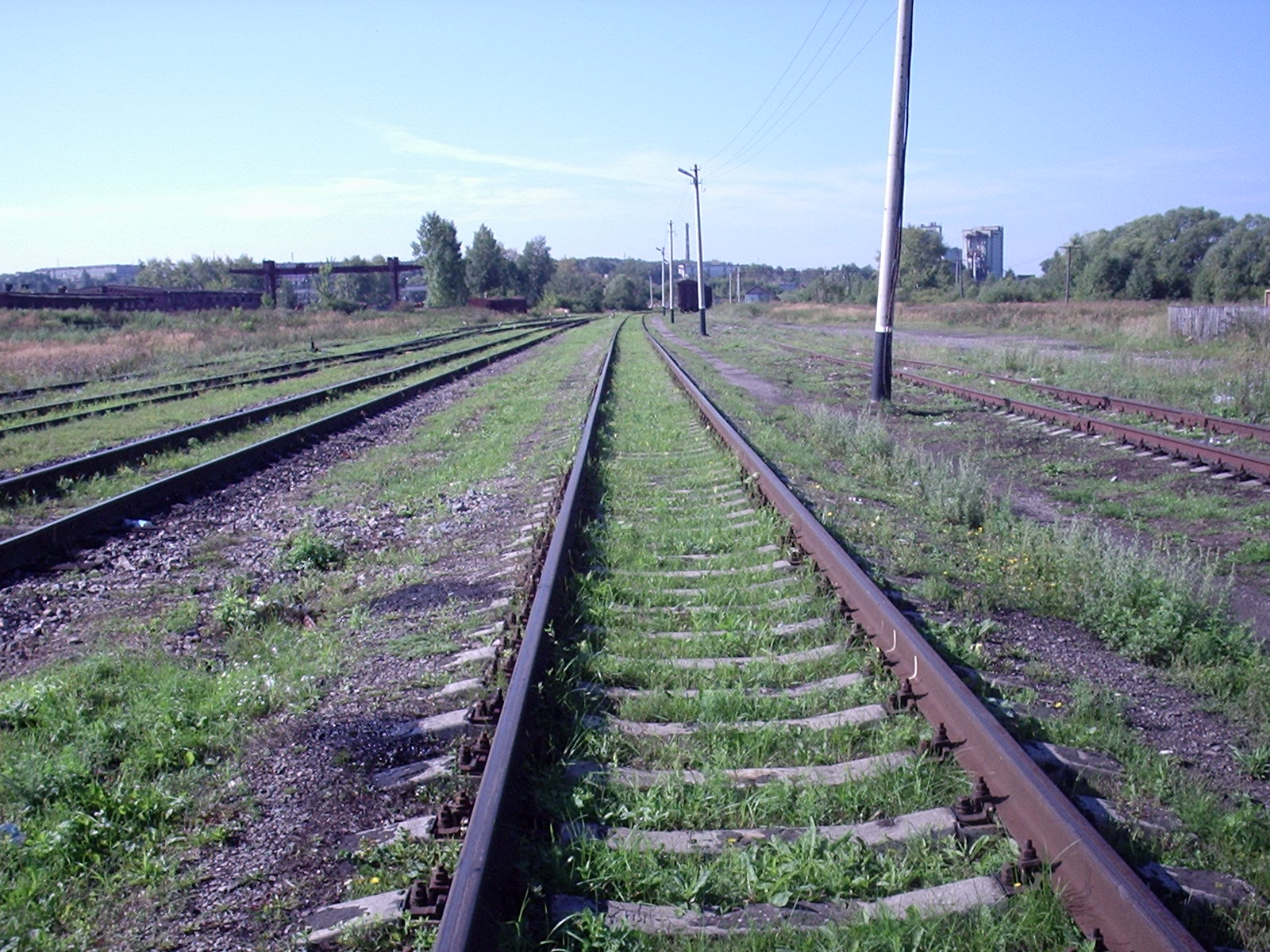
Между вокзалом и южной горловиной станции. Вид в южном направлении. 2006 год
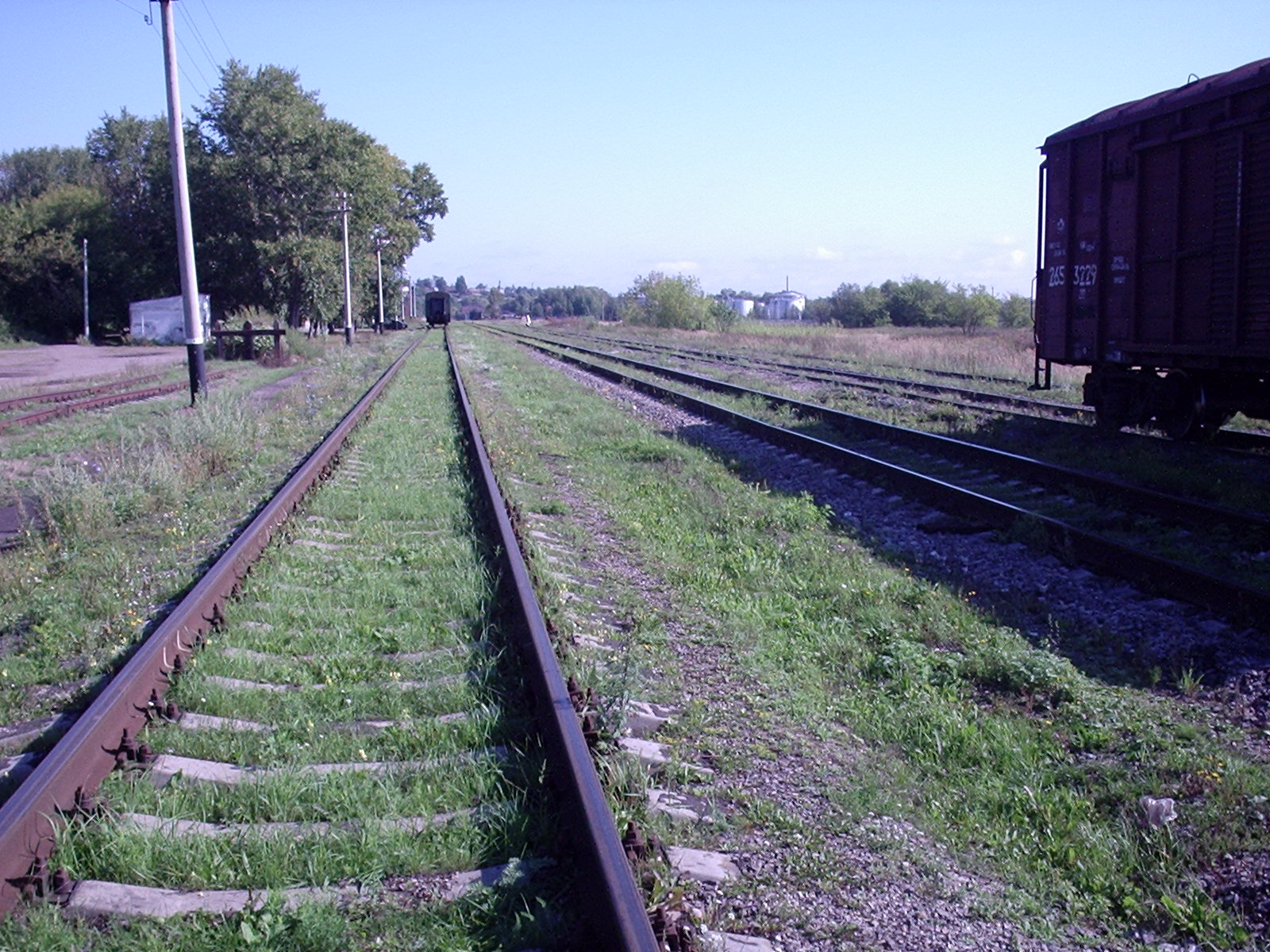
Между вокзалом и южной горловиной станции. Вид в северном направлении. 2006 год
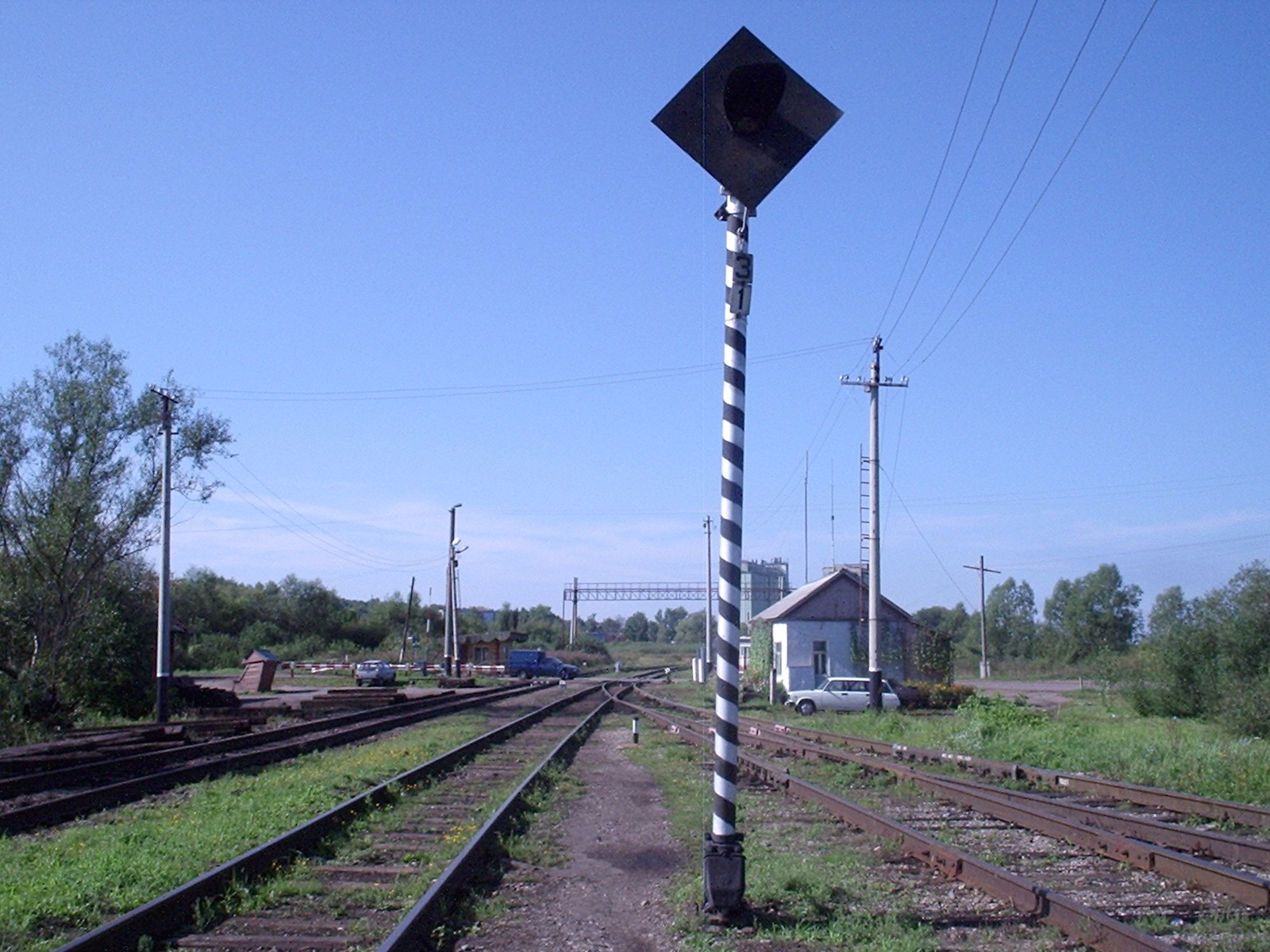
Станция Нижний Ломов. Впереди — южная горловина станции. Вид в южном направлении. 2006 год
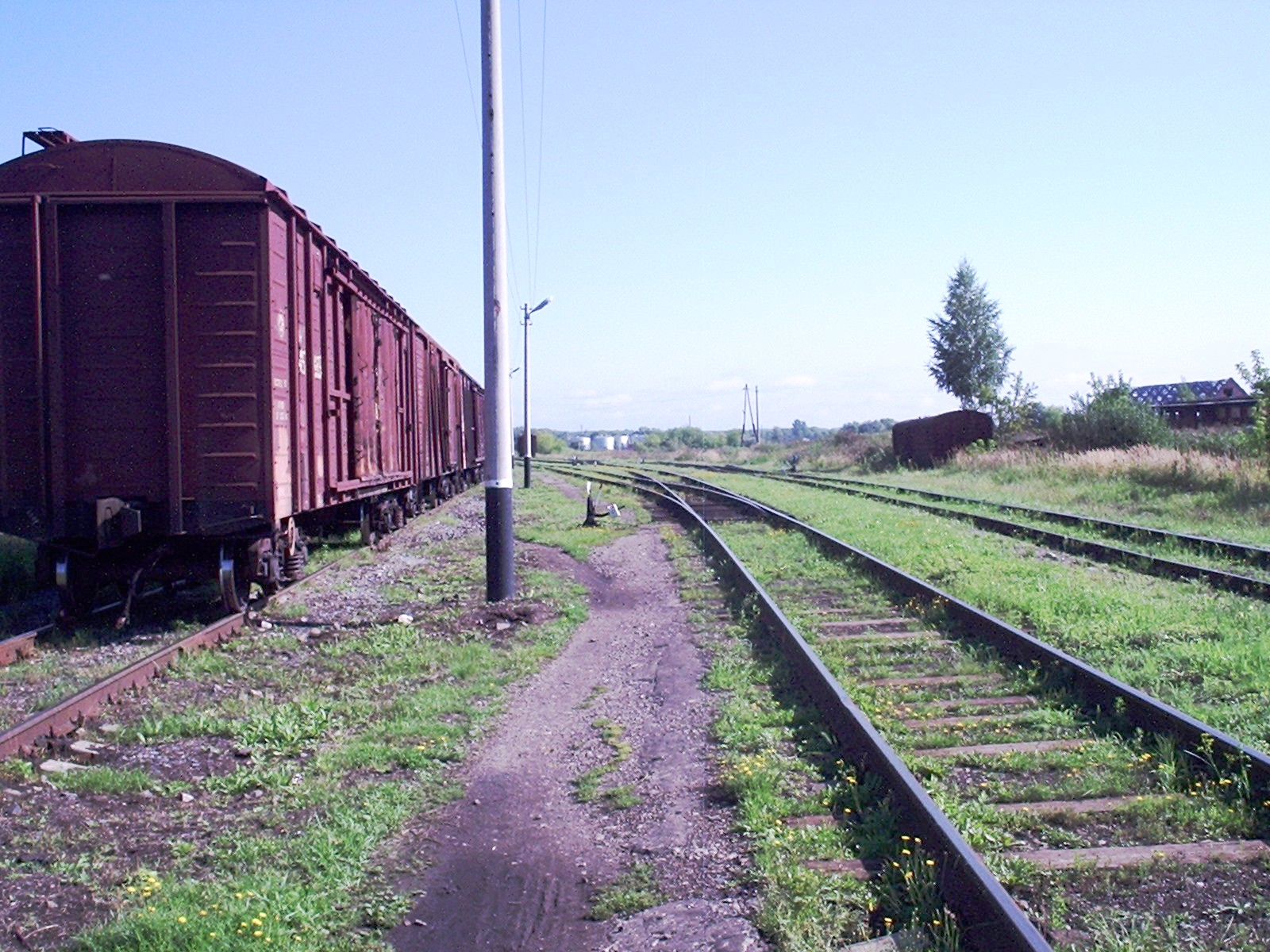
Станция Нижний Ломов. Вид в северном направлении. 2006 год

## Внешние изображения
| Внешние изображения                   | Внешние изображения                           |
| ------------------------------------- | --------------------------------------------- |
| Вокзал стации Нижний Ломов. 2009 год. |                                               |
|                                       | Станция Нижний Ломов на сайте www.parovoz.com |

| Внешние изображения                                 | Внешние изображения                           |
| --------------------------------------------------- | --------------------------------------------- |
| Станция Нижний Ломов. Северная горловина. 2009 год. |                                               |
|                                                     | Станция Нижний Ломов на сайте www.parovoz.com |